# Usclas-d'Hérault
Usclas-d'Hérault is een gemeente in het Franse departement Hérault (regio Occitanie) en telt 144 inwoners (1999). De gemeente werd op 1 januari 2017 overgeheveld van het arrondissement Béziers naar het arrondissement Lodève.

## Geografie
De oppervlakte van Usclas-d'Hérault bedraagt 2,8 km², de bevolkingsdichtheid is 51,4 inwoners per km².

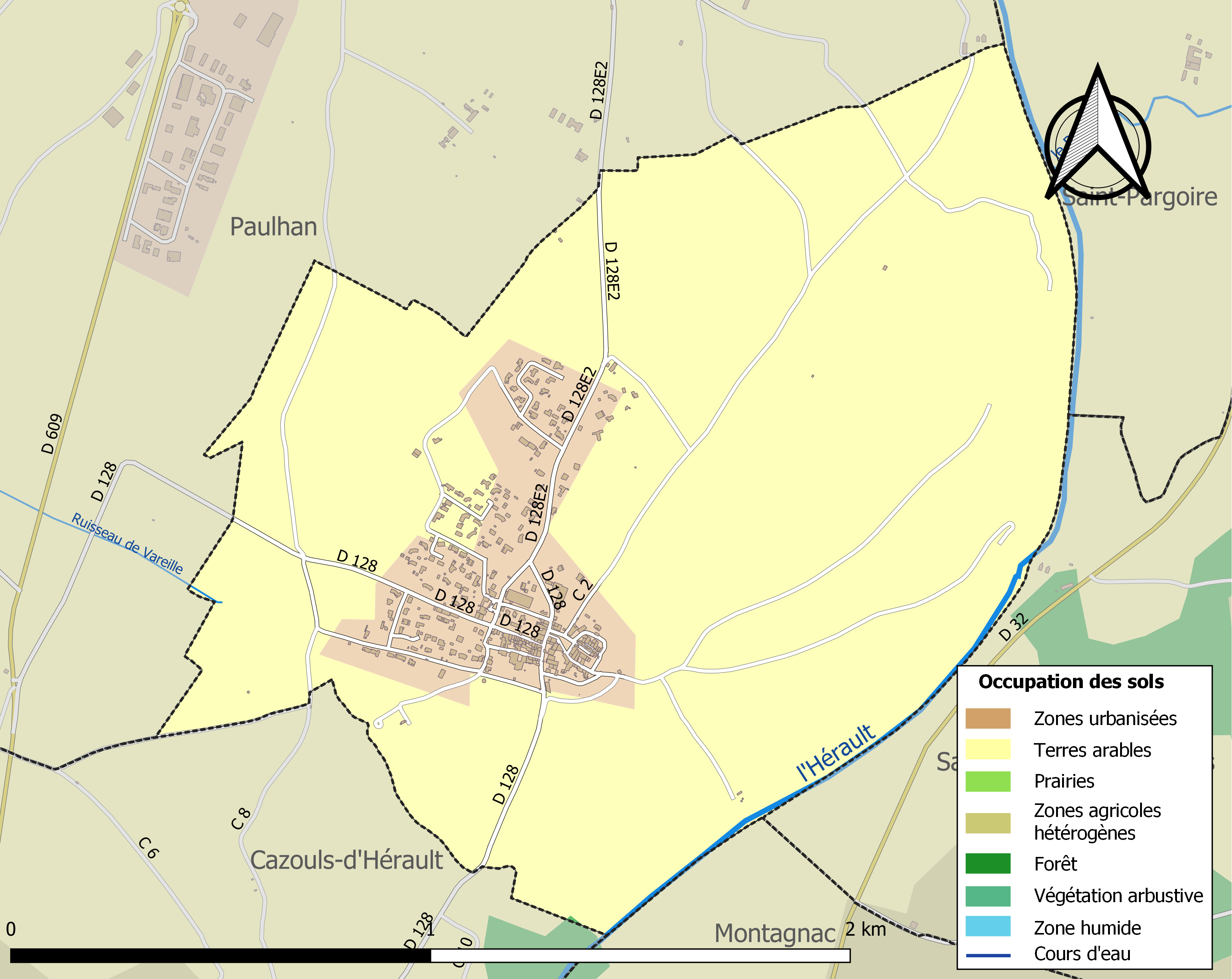
Kaart van de gemeente met de belangrijkste infrastructuur, bodemgebruik en omliggende gemeenten

## Demografie
Onderstaande figuur toont het verloop van het inwonertal (bron: INSEE-tellingen).
1. ↑  Populations de référence 2022.